# Painteria
Painteria es un género de  árboles perteneciente a la familia de las fabáceas. Comprende 5 especies descritas y de estas, solo 4 aceptadas.

## Taxonomía
El género fue descrito por Britton & Rose  y publicado en North American Flora 23: 35. 1928.

## Especies aceptadas
A continuación se brinda un listado de las especies del género Painteria aceptadas hasta agosto de 2012, ordenadas alfabéticamente. Para cada una se indica el nombre binomial seguido del autor, abreviado según las convenciones y usos.
- Painteria elachistophylla (S.Watson) Britton & Rose
- Painteria leptophylla (DC.) Britton & Rose
- Painteria nitida (Vahl) Kosterm.
- Painteria revoluta (Rose) Britton & Rose